# Rudra Saraswat
Rudra Saraswat (2009), conegut també com a rs2009 és un desenvolupador de programari lliure, membre de l'equip desenvolupador d'Ubuntu com a creador i líder dels projectes d'Ubuntu Unity Remix, Ubuntu Web Remix i UbuntuEd Remix. Estudia 7è Grau a la Delhi Public School, a Bangalore East, Bengaluru, l'Índia. És un apassionat entusiasta del codi obert i de GNU/Linux. Es declara usuari d'Ubuntu des del 2017 i ha estat membre actiu d'Ubuntu Discourse (Ubuntu Community Hub) des del juliol de 2019. L'apassiona desenvolupar distribucions de GNU/Linux, des de la base o basant-se en distribucions ja creades com Debian i Ubuntu. També és l'impulsor d'un servidor de paquets Snap alternatiu a la Snap Store, anomenat "lol" (creat com a prova de concepte davant de l'excessiva centralització de l'ecosistema Snap).
El maig de l'any 2020 creà Ubuntu Unity Remix, i ha estat mantenint el projecte des de llavors. També és a l'equip de Unity7 Maintainers i ha creat una eina de debugging per Unity7 anomenada Devunity. També és el creador d'UbuntuEd Remix, una versió educativa d'Ubuntu per estudiants de preescolar fins a nivell universitari, omplint així el buit deixat per la discontinuació d'Edubuntu. Creà també i386-arm, que ofereix una emulació per l'entorn Debian i386 (Stretch) a estructures ARM computer/SBC.
Declara tenir coneixements en programació en desenvolupament de sistemes operatius amb llenguatge C i assemblador. Així com és desenvolupador d'aplicacions per Android (natives, Java i XML), crea scripts de BASH i codifica en C# i C. I exerceix també de desenvolupador web o fa edició de vídeo i foto amb Kdenlive i Krita.
El novembre de 2021 publicà Gamebuntu, una eina gràfica que automatitza la instal·lació i configuració d'un "un entorn complet per a videojocs a Ubuntu sense cap altre ajustament", i que inclou des de Steam, a Lutris i Open Broadcaster Software o Twitch. I l'1 de febrer de 2022 Saraswat anuncià el llançament d'Una, un client destinat a simplificar la instal·lació de programari des de MPR (Makedeb Package Repository), un repositori que alberga paquets aportats per la comunitat (un equivalent al AUR d'Arch Linux).